# Commissario Betti
Il commissario Betti è un personaggio fittizio, creato da Marino Girolami (come Franco Martinelli) e Vincenzo Mannino, interpretato da Maurizio Merli e apparso nella saga cinematografica, detta "trilogia del commissario", costituita dai film Roma violenta (1975), Napoli violenta (1976) e Italia a mano armata (1976).
Il personaggio si re-incarnerà, con un temperamento ancora più duro e più spregiudicato, nella figura del commissario Leonardo Tanzi, in due nuove pellicole dirette da Umberto Lenzi, ovvero Roma a mano armata e Il cinico, l'infame, il violento.

## Biografia
Funzionario del Corpo delle guardie di pubblica sicurezza – ricoprendo il ruolo di commissario di polizia – spavaldo, temerario e dedito al dovere. Spesso agisce in maniera dura, memore della tragica morte del fratello avvenuta circa due anni prima dei fatti narrati in Roma violenta. Proprio da quel film comincia la saga del personaggio interpretato da Merli, un commissario che (come lui stesso ammette) "io so fare solo il poliziotto" e per il quale quel mestiere è una vera e propria ragione di vita. Dimissionario alla fine del primo capitolo, in Napoli violenta viene reintegrato nel servizio e trasferito nella città partenopea, ove riuscirà a sgominare l'organizzazione di un potente camorrista, detto "'O Generale".
Sempre in conflitto coi superiori e coi magistrati si ritroverà al centro di svariate vicende fino alla morte per mano di ignoti al termine del terzo capitolo, Italia a mano armata.

## Film
La saga del commissario Betti è composta da tre film principali ed uno spin-off.

### Trilogia del commissario
- Roma violenta, regia di Marino Girolami (come Franco Martinelli) (1975)
- Napoli violenta, regia di Umberto Lenzi (1976)
- Italia a mano armata, regia di Marino Girolami (come Franco Martinelli) (1976)

### Spin-off
- Napoli spara!,[1] regia di Mario Caiano (1977)

## Trama dei film

### Roma violenta
In servizio presso la questura di Roma, Betti si distingue per i suoi metodi; dopo aver risolto alcuni casi senza seguire le procedure previste viene messo sotto accusa dal magistrato per aver ucciso un criminale, Franco Spadoni, detto "Chiodo" (John Steiner) al termine di un lungo e spettacolare inseguimento. Chiodo aveva appena rapinato una banca, sparando al brigadiere Biondi (interpretato da Ray Lovelock, costretto per sempre sulla sedia a rotelle), in appostamento insieme a Betti. A quel punto, messo sotto accusa, Betti decide di lasciare la Polizia ma viene ingaggiato da Sartori (Richard Conte), un noto avvocato romano, per far parte di alcune ronde notturne di vigilantes, innescando, però, una serie di violenze che culmineranno con lo stupro della figlia dell'avvocato ed il grave ferimento di Biondi.

### Napoli violenta
Il commissario Betti ritorna a Napoli, ove già in passato vi aveva prestato servizio, per catturare un noto camorrista, detto "'O Generale" (Barry Sullivan). L'uomo viene più volte esortato dal temibile boss camorrista a lasciar perdere le indagini. Lo spirito del commissario lo porta invece a eliminare un pericoloso racket delle protezioni, sconfiggere il criminale Franco Casagrande (Elio Zamuto), noto rapinatore sottoposto all'obbligo di firma e uccidere 'O Generale, invischiato in un affare con Francesco Capuano (John Saxon), un uomo d'affari apparentemente pulito.
Grazie alla sua astuzia, Betti mette in galera anche Capuano, facendo pensare ai suoi colleghi poliziotti che l'uomo sia il responsabile dell'omicidio del Generale.

### Italia a mano armata
Nel terzo film, Betti è in servizio a Torino, dove prima sgomina una banda di rapinatori e poi si trova fra le mani una nuova gatta da pelare: il rapimento di alcuni bambini prelevati da uno scuolabus. Dopo lunghe ricerche Betti e i suoi uomini rintracciano il covo dei rapitori nei dintorni di Milano, ma sono costretti a lasciar fuggire i malviventi. I bambini vengono liberati, ma uno di loro muore. I rapitori vengono poi ripresi uno ad uno, ma Betti è convinto che dietro tutta la manovra ci sia Albertelli (John Saxon), un uomo d'affari milanese ricco e arrogante.
Albertelli riesce però ad incastrarlo e lo fa arrestare per l'omicidio del suo scagnozzo Lazzari (Adolfo Lastretti). Betti, innocente, viene finalmente liberato dopo che qualcuno ha cercato di ucciderlo in carcere e torna sulle tracce di Albertelli. L'epilogo al porto di Genova, con l'uomo d'affari che viene ucciso a tradimento da un suo sottomesso. Liberatosi del suo nemico Albertelli, Betti mentre cammina nei pressi del Ponte Monumentale di Genova viene colpito da una raffica di mitra sparata da ignoti a bordo di una Fiat 127.